# 조너선 윈터스
조너선 윈터스(Jonathan Winters, 1925년 11월 11일 ~ 2013년 4월 11일)는 미국의 희극영화배우이다.  1986년부터 1989년까지 《개구쟁이 스머프》 TV 시리즈에서 파파스머프의 목소리를 연기했고 2011년 애니메이션 영화 《개구쟁이 스머프》와 2013년 《개구쟁이 스머프 2》에서도 같은 역을 담당했다. 

## 출연 작품
- 개구쟁이 스머프2